# Simulium uncum
Simulium uncum es una especie de insecto del género Simulium, familia Simuliidae, orden Diptera.

## Distribución
Se distribuye por Guizhou Sheng.

## Taxonomía
Fue descrita científicamente por Zhang & Chen, 2001.